# سیارک ۱۰۷۹۵
سیارک ۱۰۷۹۵ (به انگلیسی: 10795 Babben، نامگذاری:1992EB5) ده هزار و هفتصد و نود و پنجمین سیارک کشف شده‌است که در ۱ مارس ۱۹۹۲ کشف شد.
قدر مطلق سیارک برابر ۵۳.۶ است.